# Thalainayar
Thalainayar là một thị xã panchayat của quận Nagapattinam thuộc bang Tamil Nadu, Ấn Độ.

## Nhân khẩu
Theo điều tra dân số năm 2001 của Ấn Độ, Thalainayar có dân số 11.631 người. Phái nam chiếm 49% tổng số dân và phái nữ chiếm 51%. Thalainayar có tỷ lệ 67% biết đọc biết viết, cao hơn tỷ lệ trung bình toàn quốc là 59,5%: tỷ lệ cho phái nam là 74%, và tỷ lệ cho phái nữ là 59%. Tại Thalainayar, 13% dân số nhỏ hơn 6 tuổi.